# Wahlkreis Bergstraße I
Der Wahlkreis Bergstraße I (Wahlkreis 54) ist einer von zwei Landtagswahlkreisen im hessischen Landkreis Bergstraße. Der Wahlkreis umfasst die Städte Bürstadt, Heppenheim, Lampertheim, Lorsch und Viernheim sowie die Gemeinden Biblis und Einhausen im Westen des Kreisgebiets. Die zuvor zum Wahlkreis gehörende Gemeinde Groß-Rohrheim wurde durch Gesetz vom Gesetz vom 18. Dezember 2017 (GVBl. S. 478) dem Wahlkreis Bergstraße II zugeschlagen. Der Wahlkreis gilt als CDU-Hochburg.

## Wahl 2023
| Ergebnis im Wahlkreis Bergstraße I (Wahlkreis 54) bei der Landtagswahl vom 8. Oktober 2023 | Ergebnis im Wahlkreis Bergstraße I (Wahlkreis 54) bei der Landtagswahl vom 8. Oktober 2023 | Ergebnis im Wahlkreis Bergstraße I (Wahlkreis 54) bei der Landtagswahl vom 8. Oktober 2023 | Ergebnis im Wahlkreis Bergstraße I (Wahlkreis 54) bei der Landtagswahl vom 8. Oktober 2023 | Ergebnis im Wahlkreis Bergstraße I (Wahlkreis 54) bei der Landtagswahl vom 8. Oktober 2023 | Ergebnis im Wahlkreis Bergstraße I (Wahlkreis 54) bei der Landtagswahl vom 8. Oktober 2023 |
|                                                                                            |                                                                                            | Wahlkreisstimme                                                                            | Wahlkreisstimme                                                                            | Landesstimme                                                                               | Landesstimme                                                                               |
| Anzahl                                                                                     | %                                                                                          | Anzahl                                                                                     | %                                                                                          |                                                                                            |                                                                                            |
| ------------------------------------------------------------------------------------------ | ------------------------------------------------------------------------------------------ | ------------------------------------------------------------------------------------------ | ------------------------------------------------------------------------------------------ | ------------------------------------------------------------------------------------------ | ------------------------------------------------------------------------------------------ |
| Wahlberechtigte                                                                            | Wahlberechtigte                                                                            | 93 108                                                                                     | 100,0                                                                                      | 93 108                                                                                     | 100,0                                                                                      |
| Wähler/Wahlbeteiligung                                                                     | Wähler/Wahlbeteiligung                                                                     | 58 660                                                                                     | 63,0                                                                                       | 58 660                                                                                     | 63,0                                                                                       |
| gültige Stimmen                                                                            | gültige Stimmen                                                                            | 57 711                                                                                     | 98,4                                                                                       | 57 815                                                                                     | 98,6                                                                                       |
| ungültige Stimmen                                                                          | ungültige Stimmen                                                                          | 949                                                                                        | 1,6                                                                                        | 845                                                                                        | 1,4                                                                                        |
| Name                                                                                       | Partei                                                                                     |                                                                                            |                                                                                            |                                                                                            |                                                                                            |
| davon                                                                                      |                                                                                            |                                                                                            |                                                                                            |                                                                                            |                                                                                            |
| Alexander Bauer                                                                            | CDU                                                                                        | 22 626                                                                                     | 39,2                                                                                       | 21 259                                                                                     | 36,8                                                                                       |
| Mirja Mietzker-Becker                                                                      | GRÜNE                                                                                      | 6 137                                                                                      | 10,6                                                                                       | 7 545                                                                                      | 13,1                                                                                       |
| Simone Reiners                                                                             | SPD                                                                                        | 8 775                                                                                      | 15,2                                                                                       | 7 300                                                                                      | 12,6                                                                                       |
| Karsten Bletzer                                                                            | AfD                                                                                        | 12 075                                                                                     | 20,9                                                                                       | 12 767                                                                                     | 22,1                                                                                       |
| Ole Wilkening                                                                              | FDP                                                                                        | 2 443                                                                                      | 4,2                                                                                        | 2 838                                                                                      | 4,9                                                                                        |
| Bruno Schwarz                                                                              | LINKE                                                                                      | 1 053                                                                                      | 1,8                                                                                        | 985                                                                                        | 1,7                                                                                        |
| Kerstin Fuhrmann                                                                           | Freie Wähler                                                                               | 2 727                                                                                      | 4,7                                                                                        | 1 941                                                                                      | 3,4                                                                                        |
| Michael Wilkens                                                                            | Tierschutzpartei                                                                           | 1 875                                                                                      | 3,2                                                                                        | 1 344                                                                                      | 2,3                                                                                        |
| - - - - Parteien unter 1 % landesweit siehe Statistik Hessen                               |                                                                                            |                                                                                            |                                                                                            |                                                                                            |                                                                                            |

Alexander Bauer als erneuter Gewinner des Direktmandats ist aus dem Wahlkreis in den Landtag eingezogen.

## Wahl 2018
| Ergebnis im Wahlkreis Bergstraße I (Wahlkreis 54) bei der Landtagswahl vom 28. Oktober 2018 | Ergebnis im Wahlkreis Bergstraße I (Wahlkreis 54) bei der Landtagswahl vom 28. Oktober 2018 | Ergebnis im Wahlkreis Bergstraße I (Wahlkreis 54) bei der Landtagswahl vom 28. Oktober 2018 | Ergebnis im Wahlkreis Bergstraße I (Wahlkreis 54) bei der Landtagswahl vom 28. Oktober 2018 | Ergebnis im Wahlkreis Bergstraße I (Wahlkreis 54) bei der Landtagswahl vom 28. Oktober 2018 | Ergebnis im Wahlkreis Bergstraße I (Wahlkreis 54) bei der Landtagswahl vom 28. Oktober 2018 |
|                                                                                             |                                                                                             | Landesstimme                                                                                | Landesstimme                                                                                | Wahlkreisstimme                                                                             | Wahlkreisstimme                                                                             |
| Anzahl                                                                                      | %                                                                                           | Anzahl                                                                                      | %                                                                                           |                                                                                             |                                                                                             |
| ------------------------------------------------------------------------------------------- | ------------------------------------------------------------------------------------------- | ------------------------------------------------------------------------------------------- | ------------------------------------------------------------------------------------------- | ------------------------------------------------------------------------------------------- | ------------------------------------------------------------------------------------------- |
| Wahlberechtigte                                                                             | Wahlberechtigte                                                                             | 99 147                                                                                      | 100,0                                                                                       | 99 147                                                                                      | 100,0                                                                                       |
| Wähler/Wahlbeteiligung                                                                      | Wähler/Wahlbeteiligung                                                                      | 63 199                                                                                      | 63,7                                                                                        | 63 199                                                                                      | 63,7                                                                                        |
| gültige Stimmen                                                                             | gültige Stimmen                                                                             | 63 896                                                                                      | 97,9                                                                                        | 61 555                                                                                      | 97,4                                                                                        |
| ungültige Stimmen                                                                           | ungültige Stimmen                                                                           | 1 303                                                                                       | 2,1                                                                                         | 1 644                                                                                       | 2,6                                                                                         |
| Name                                                                                        | Partei                                                                                      |                                                                                             |                                                                                             |                                                                                             |                                                                                             |
| Alexander Bauer                                                                             | CDU                                                                                         | 18 029                                                                                      | 29,1                                                                                        | 20 065                                                                                      | 32,6                                                                                        |
| Aline Zuchowski                                                                             | GRÜNE                                                                                       | 12 214                                                                                      | 19,7                                                                                        | 10 704                                                                                      | 17,4                                                                                        |
| Marius Schmidt                                                                              | SPD                                                                                         | 10 680                                                                                      | 17,3                                                                                        | 13 364                                                                                      | 21,7                                                                                        |
| Stefan Adler                                                                                | AfD                                                                                         | 9 304                                                                                       | 15,0                                                                                        | 9 127                                                                                       | 14,8                                                                                        |
| Stefanie Teufel                                                                             | FDP                                                                                         | 4 966                                                                                       | 8,0                                                                                         | 5 182                                                                                       | 8,4                                                                                         |
| Yannick Mildner                                                                             | Die Linke                                                                                   | 2 876                                                                                       | 4,6                                                                                         | 3 113                                                                                       | 5,1                                                                                         |
| - - - - Parteien unter 5 % siehe Statistik Hessen                                           |                                                                                             |                                                                                             |                                                                                             |                                                                                             |                                                                                             |

Alexander Bauer als Gewinner des Direktmandats ist aus dem Wahlkreis in den Landtag eingezogen.

## Wahl 2013
| Gegenstand der Nachweisung | Gegenstand der Nachweisung | Wahlkreis- stimmen | Wahlkreis- stimmen | Landes- stimmen | Landes- stimmen |
| Kreiswahlbewerber          | Partei                     | Anzahl             | %                  | Anzahl          | %               |
| -------------------------- | -------------------------- | ------------------ | ------------------ | --------------- | --------------- |
| Wahlberechtigte            | Wahlberechtigte            | 102.829            | 100,0              | 102.829         | 100,0           |
| Wähler                     | Wähler                     | 75.405             | 73,3               | 75.405          | 73,3            |
| Ungültige Stimmen          | Ungültige Stimmen          | 2.157              | 2,9                | 2.078           | 2,8             |
| Gültige Stimmen            | Gültige Stimmen            | 73.248             | 100,0              | 73.327          | 100,0           |
| davon                      |                            |                    |                    |                 |                 |
| Alexander Bauer            | CDU                        | 33.380             | 45,6               | 30.606          | 41,7            |
| Norbert Schmitt            | SPD                        | 24.628             | 33,6               | 21.936          | 29,9            |
| Volker Weigand             | FDP                        | 1.652              | 2,3                | 3.349           | 4,6             |
| Aline Zuchowski            | GRÜNE                      | 4.453              | 6,1                | 6.555           | 8,9             |
| Bruno Schwarz              | LINKE                      | 2.904              | 4,0                | 3.087           | 4,2             |
| Walter Öhlenschläger       | Freie Wähler               | 1.777              | 2,4                | 1.289           | 1,8             |
|                            | NPD                        | –                  | –                  | 905             | 1,2             |
|                            | Die Republikaner           | –                  | –                  | 334             | 0,5             |
| Petra Brandt               | Piraten                    | 1.509              | 2,1                | 1.463           | 2,0             |
|                            | BüSo                       | –                  | –                  | 51              | 0,1             |
|                            | ADd                        | –                  | –                  | 84              | 0,1             |
|                            | Die Grauen                 | –                  | –                  | 62              | 0,1             |
| Gabriela Moock             | AfD                        | 2.945              | 4,0                | 3.081           | 4,2             |
|                            | AVIP                       | –                  | –                  | 63              | 0,1             |
|                            | LUPe                       | –                  | –                  | 12              | 0,0             |
|                            | ÖDP                        | –                  | –                  | 70              | 0,1             |
|                            | Die Partei                 | –                  | –                  | 345             | 0,5             |
|                            | PSG                        | –                  | –                  | 35              | 0,0             |

Neben Alexander Bauer als Gewinner des Direktmandats ist aus dem Wahlkreis noch Norbert Schmitt über die Landesliste in den Landtag eingezogen.

## Wahl 2009
Wahlberechtigt waren im Jahr 2009 101.861 der rund 136.000 Einwohner. Wahlkreisergebnis der Landtagswahl in Hessen 2009:
| Direktkandidat     | Partei  | Erststimmen in % | Zweitstimmen in % |
| ------------------ | ------- | ---------------- | ----------------- |
| Alexander Bauer    | CDU     | 46,0             | 41,0              |
| Norbert Schmitt    | SPD     | 26,4             | 21,8              |
| Till Mansmann      | FDP     | 12,6             | 16,3              |
| Ralf Löffler       | GRÜNE   | 09,3             | 11,7              |
| Bruno Schwarz      | LINKE   | 04,3             | 04,6              |
| –                  | REP     | –                | 00,8              |
| –                  | FW      | –                | 02,1              |
| Kay Christophersen | NPD     | 01,4             | 01,0              |
| –                  | Piraten | –                | 00,5              |
| –                  | BüSo    | –                | 00,2              |

Neben Alexander Bauer als Gewinner des Direktmandats war aus dem Wahlkreis noch Norbert Schmitt über die Landesliste in den Landtag eingezogen.

## Wahl 2008
Bei der Landtagswahl in Hessen 2008 traten folgende Kandidaten an:
| Direktkandidat       | Partei       | Erststimmen in % | Zweitstimmen in % |
| -------------------- | ------------ | ---------------- | ----------------- |
| Alexander Bauer      | CDU          | 42,3             | 40,7              |
| Norbert Schmitt      | SPD          | 37,0             | 35,9              |
| Helmut Rinkel        | GRÜNE        | 05,5             | 05,7              |
| Christopher Hörst    | FDP          | 06,6             | 08,1              |
| Bruno Schwarz        | LINKE        | 03,5             | 04,3              |
| Walter Öhlenschläger | Freie Wähler | 01,8             | 00,9              |
| Haymo Hoch           | REP          | 02,6             | 01,6              |
| Werner Kruck         | Familie      | 00,7             | 00,5              |

## Bisherige Abgeordnete
Direkt gewählte Abgeordnete des Wahlkreises Bergstraße I (bis 1982, Bergstraße-West) waren:
| Jahr | Direktkandidat   | Partei | Erststimmen in % |
| ---- | ---------------- | ------ | ---------------- |
| 2023 | Alexander Bauer  | CDU    | 29,2             |
| 2018 | Alexander Bauer  | CDU    | 32,6             |
| 2013 | Alexander Bauer  | CDU    | 45,6             |
| 2009 | Alexander Bauer  | CDU    | 46,0             |
| 2008 | Alexander Bauer  | CDU    | 42,3             |
| 2003 | Peter Lennert    | CDU    | 56,7             |
| 1999 | Peter Lennert    | CDU    | 49,2             |
| 1995 | Peter Lennert    | CDU    | 44,2             |
| 1991 | Christoph Greiff | CDU    | 44,8             |
| 1987 | Christoph Greiff | CDU    |                  |
| 1983 | Jürgen Dieter    | SPD    | 46,7             |
| 1982 | Christoph Greiff | CDU    | 47,9             |

## Der Wahlkreis bis 1966
Zwischen 1950 und 1966 bestand gemäß dem hessischen Landtagswahlgesetz vom 18. September 1950 der Wahlkreis 47, der weitgehend identisch mit dem heutigen Wahlkreis war.
Bei der Landtagswahl in Hessen 1946 war der heutige Wahlkreis Teil des Wahlkreises III. Dieser Wahlkreis setzte sich zusammen aus dem Landkreis Bergstraße und dem Landkreis Erbach.